# Maui Ocean Academy
Die Maui Ocean Academy (kurz MOA) war ein Windsurfinternat in Haiku auf Maui, Hawaii, welches eröffnet wurde, um Jugendlichen, die eine Karriere als professioneller Windsurfer anstrebten, den idealen Hintergrund für sportliches Training und gut Schulausbildung zu schaffen.
Die Schule eröffnete 1998 und schloss Anfang 2005. An der Schule gab es neben den klassischen Fächern bis zum High School Diploma auch Fächer wie Hawaiian Studies und Community Work. Die Schule wurde überwiegend online über das Programm der Christa McAuliffe Academy absolviert. Nachmittags bestand das Schulprogramm aus Windsurfen, Wellenreiten und Community Works.

## Schulgründer
Das Ehepaar Ferida und Tim Siver gründete die Schule, um ihren beiden Söhnen Luke und Levi Siver die Möglichkeit zu geben, professionelle Windsurfer zu werden. Die kanadischen Kinderbuchautorin und Lehrerin Judi Riley trug maßgeblich zum Erfolg der Schule bei, ebenso wie die in Hawaii berühmte Aunty Pua.

## Kosten
Die monatlichen Kosten pro Schüler beliefen sich auf ca. 1600 US-Dollar im Monat. Dabei war man voll verpflegt, bekam Segel des Sponsors der Schule und ein Windsurfbrett, das man allerdings nicht loopen (Loop = Salto beim Windsurfen) durfte, da das Material zu sehr darunter litt.

## Trainingsgebiete
Die Trainingsgebiete der Schule waren alle Windsurfstrände auf der Insel Maui, insbesondere Hoʻokipa, Sprecklesville und Kanaha.

## Absolventen
- Levi Siver USA
- Kauli Seadi BRA
- Luke Siver USA
- Alex Mussolini ESP
- Robby Swift GB
- Baptisse Gossein FR
- Philip Gutschke D
- Immo Harders D
- Max Hergt D
- Florian Jung D
- Christian Opitz D